# Johannes Örtqvist
Johannes Örtqvist, född 26 januari 1833 i Nyeds församling, Värmlands län, död 25 juli 1888 i Nyskoga församling, Värmlands län, var en svensk predikant och riksdagsman.
Örtqvist var kapellpredikant i Nyskoga församling och riksdagsman i andra kammaren.